# 洪口乡
洪口乡，是中华人民共和国福建省宁德市蕉城区下辖的一个乡镇级行政单位。

## 行政区划
洪口乡下辖以下地区：
朝阳村、大道头村、洪口村、花兰村、吉垅村、库山村、莒洲上村、金山村、吴峰村和莒洲下村。